# سينما تنزانيا

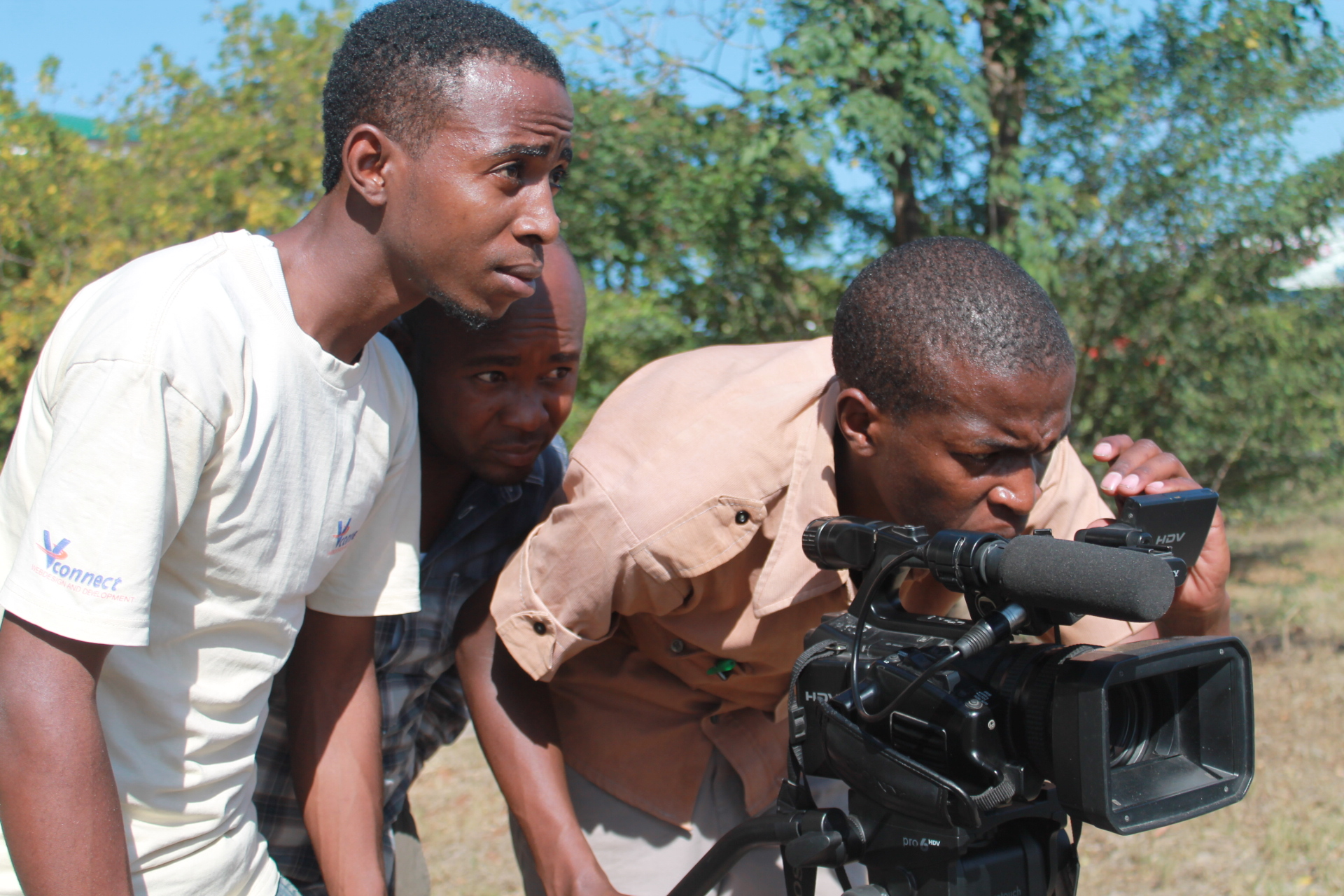
طاقم تصوير في تنزانيا

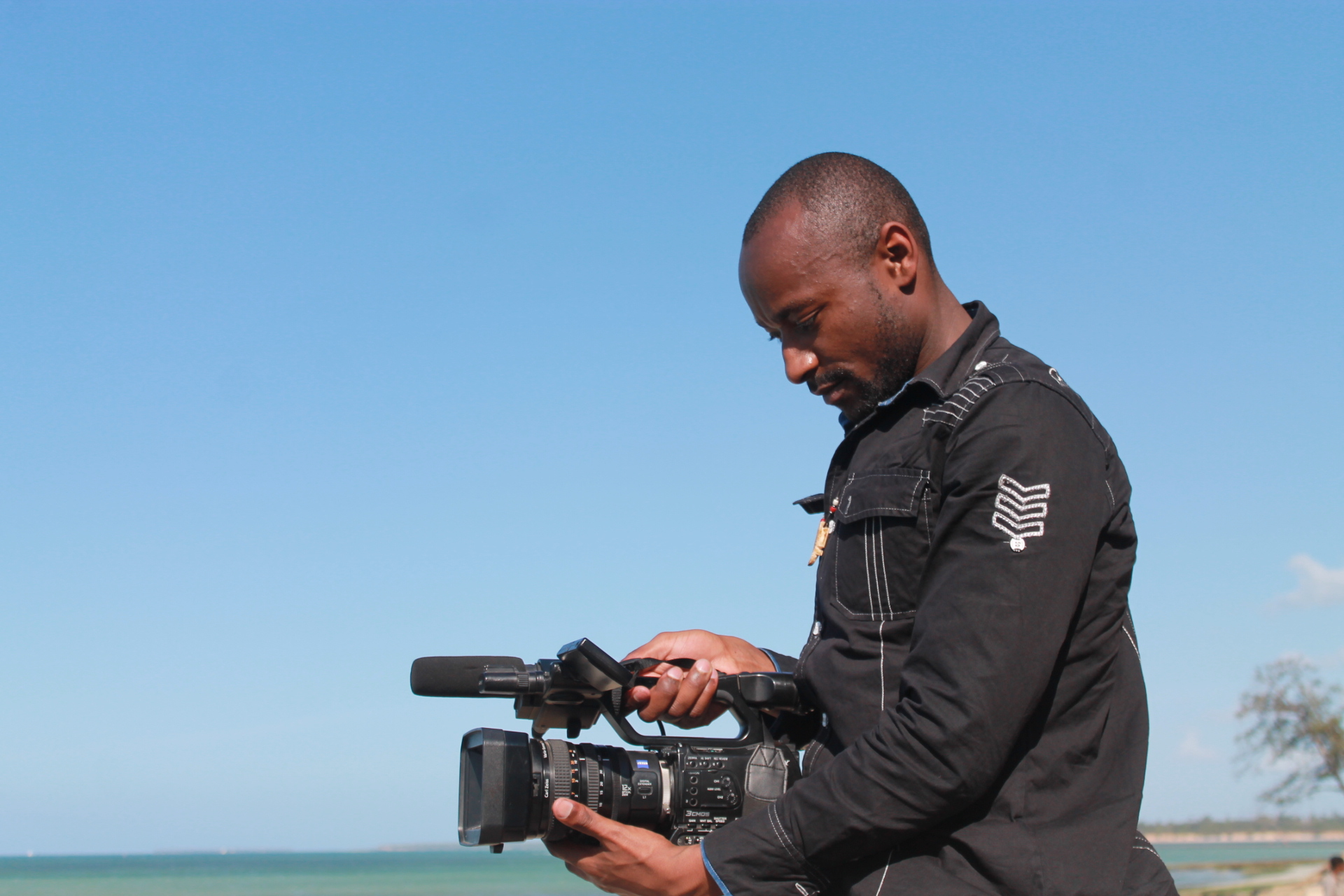
مخرج سينمائي يعمل في تنزانيا

تأسست صناعة السينما في تنزانيا، والمعروفة أيضًا باسم Swahiliwood (وهي عبارة عن لفظ منحوت للغة السواحيلية، اللغة الرسمية في تنزانيا) و Bongowood ، حوالي عام 2001.
يشار إلى الأفلام التي يتم إنتاجها بميزانيات منخفضة وجداول زمنية قصيرة وكاميرات الفيديو بالعامية باسم «أفلام البونجو» (bongo films)، ويتم إصدارها بكميات كبيرة بتنسيق DVD. في عام 2011، تم إنتاج أفلام البونجو بشكل منتظم، ولكن تم طرح عدد قليل فقط من الأفلام الروائية التنزانية عالية الجودة في دور السينما.
تقع معظم استوديوهات إنتاج الأفلام التنزانية في دار السلام.
قبل استقلال تنزانيا عام 1961، تم تصوير بعض الأفلام الأجنبية في تنجانيقا وزنجبار. يستضيف مهرجان زنجبار السينمائي الدولي الأفلام وورش العمل والمعارض وسباقات القوارب والموسيقى والفنون المسرحية ، بالإضافة إلى صور بانورامية للنساء والأطفال والقرى.

## تاريخ
ورث التنزانيون أجزاء من ثقافتهم السينمائية من المستعمرين البريطانيين، بما في ذلك إنتاج الأفلام التجارية والأفلام التعليمية الممولة من الحكومة. بعد الاستقلال، أرسلت الحكومة المُشكَّلة حديثًا بقيادة الرئيس جوليوس نيريري المغتربين السينمائيين من جنوب إفريقيا، وأنشأت صناعة السينما الخاصة بالبلاد تحت إشراف وزارة تنمية المجتمع. ابتليت جنوب إفريقيا بالفصل العنصري، وقطعت تنزانيا ودول أفريقية مستقلة أخرى العلاقات معها حتى انتهت. حل محل صانعي الأفلام من جنوب إفريقيا صانعي الأفلام اليوغوسلافيين، الذين بدأوا في مساعدة صناعة السينما في تنزانيا في عام 1963، مما ساعد في إنشاء هذه الصناعة. العديد من الأفلام التي تم إنتاجها خلال هذا الوقت كانت تعليمية، صنعتها الحكومة ووزعت في جميع أنحاء تنزانيا.

## الأفلام التنزانية
في عام 2001، كان (Maangamizi: The Ancient One) أول وآخر فيلم من تنزانيا رُشّح لجوائز الأوسكار لأفضل فيلم أجنبي. صدر فيلم (Bongoland) سنة 2003، وهو فيلم عن مهاجر أمريكي من تنزانيا. تم إصدار فيلم (Mapenzi Ya Mungu) سنة 2004. ومن بين الأفلام البارزة الأخرى هناك (Ni Noma)، الذي صدر في يونيو 2016.

## الأفلام الأجنبية
تم تصوير العديد من الأفلام الأجنبية في تنزانيا وحولها قبل الاستقلال، بما في ذلك أفلام المغامرات والرومانسية والحرب.
تطلبت ثمانية أشهر من اللقطات للفيلم الأمريكي (Men of Two Worlds) في تنجانيقا سنة 1943. تمّ إخراج فيلم (Hatari!) للمخرج جون واين في تنزانيا سنة 1962. وقد تمّ تصوير أفلام وثائقية عن الطبيعة في تنزانيا، بما في ذلك أجزاء قليلة من (Impressionen unter Wasser) و(The Crimson Wing: Mystery of the Flamingos) سنة 1992. تم إنتاج الفيلم الوثائقي الهولندي (Isingiro Hospital) حول مستشفى في تنزانيا يعالج مرضى الإيدز. في عام 2010، أنتج المخرج نيك برومفيلد سنة 2010 الفيلم الوثائقي (Albino United)، حول فريق كرة القدم لمرضى البرص في تنزانيا.